# Миссия организации
Ми́ссия (англ. mission) — основная цель организации, смысл её существования.
Миссия — одно из основополагающих понятий стратегического управления. Разные учёные давали различные формулировки миссии.
- «Миссия — смысл существования компании с позиции удовлетворения потребностей клиентов, реализации конкурентных преимуществ, мотивации сотрудников фирмы»
- «Миссия — это философия и предназначение, смысл существования организации» (Виханский О. С.).{Лекция по Основам Менеджмента ВШБ}
- «Миссия — фокус на ценности» (Шмелев И. В., Ивано)

Миссия организации определяется на этапе становления организации и редко меняется. В качестве примера реальной миссии компании мирового уровня можно привести миссию компании Matsushita, которую Коносуке Мацусита определял как борьбу с бедностью общества и повышение его благосостояния.

Миссия промышленного предприятия должна состоять в преодолении бедности, в избавлении от страданий общества в целом, в том, чтобы сделать людей богатыми.— Коносуке Мацусита
Обычно миссия формулируется в двух вариантах. Короткий вариант миссии представляет собой 1—2 коротких предложения — брендовый слоган организации, направленный прежде всего на формирование имиджа организации в обществе.

Большинство формулировок миссий содержат правильные слова вроде «люди — наш важнейший актив», «мы будем лучшими в своем деле», «наша цель — превзойти ожидания», «наша цель — обеспечить акционерам доходы выше средних». «Ленивый» способ сформулировать миссию — просто соединить все это в любом порядке.— Филип Котлер "Маркетинг от А до Я. 80 концепций, которые должен знать каждый менеджер"
Второй — расширенный вариант миссии чаще всего формулируется для внутреннего пользования и должен подробно раскрывать все необходимые аспекты миссии, среди них:
- цель функционирования организации,
- область деятельности организации,
- философия организации,
- методы достижения поставленных целей,
- методы взаимодействия организации с обществом (социальная политика организации).

Правильно определенная миссия хотя и имеет всегда общий философский смысл, тем не менее обязательно несет в себе что-то, что делает её уникальной в своём роде, характеризующей именно ту организацию, в которой она была выработана.
По мнению Стива Бланка, известного американского предпринимателя, «Крестного отца Кремниевой долины», миссия организации может стать эффективным инструментом управления, если она содержит как описание задач, которые необходимо выполнить, так и обоснование этих задач. Она должна отвечать на вопросы: зачем люди приходят на работу, чем они занимаются и как определяют, что они делают это хорошо.
Миссия — центральный, но не единственный элемент иерархии целей организации. С понятием «миссия» тесно связаны понятия «видение», «ценности», «цели», «показатели результативности», «целевые показатели», «ключевые факторы успеха», «компетенции». Все эти понятия формулируются на основе миссии.

## История
Одним из первых (1933 год) сформулировал и использовал в работе миссию корпорации основатель Matsushita Electric Коносуке Мацусита. Она включала в себя:
- Служение обществу: производить высококачественные товары и услуги по разумным ценам, способствуя достижению благосостояния и счастья людей во всем мире.
- Справедливость и честность: придерживаться честности и справедливости в бизнесе и в личной жизни.
- Коллективный труд на общее благо: объединять усилия и стремиться к достижению общих целей на основе взаимного доверия и признания индивидуальной независимости.
- Постоянное самосовершенствование: стремиться к улучшению корпоративных и личных обязательств, чтобы выполнить миссию фирмы по достижению прочного мира и процветания[3].

## Видение
Видение — образ организации в будущем, которое может включать в себя способ достижения этого результата.
Если миссия формулируется в общих словах, то видение должно быть предельно конкретно. Например, «стать первой компанией в отрасли» — это видение, но не миссия.
Принципиальная разница между миссией и видением заключается в том, что миссия раскрывает образ действия, показывает, каким образом достигаются те или иные цели или видение. Видение же, в свою очередь — это картинка будущего, то, каким идеальным представляется положения дел, к которому стремится компания.
Видение скорее подвержено изменению, так как со временем появляются новые идеалы и новые представления. Миссия же сравнительно постоянный элемент, хотя также может быть скорректирован с учетом изменения различных факторов.